# Irina Mushailova
Irina Mushailova (Krasnodar, Rusia, 6 de enero de 1967) es una atleta rusa, especializada en la prueba de salto de longitud en la que llegó a ser campeona mundial en 1995.

## Carrera deportiva
En el Mundial de Gotemburgo 1995 ganó la medalla de bronce en el salto de longitud, con un salto de 6.83 metros, por detrás de la italiana Fiona May (oro con 6.98 m) y la cubana posteriormente nacionalizada española Niurka Montalvo (plata con 6.86 m).